# Gough Whitlam
Edward Gough Whitlam, né le 11 juillet 1916 à Melbourne (Victoria) et mort le 20 octobre 2014 à Elizabeth Bay (Nouvelle-Galles du Sud), est un homme d'État australien qui est le vingt et unième premier ministre d'Australie du 5 décembre 1972 au 11 novembre 1975.
Whitlam entre à la Chambre des représentants du Parlement australien en 1952, en tant que député du Parti travailliste. Il est élu vice-président de ce parti en 1960, et quand Arthur Calwell se retire en 1967, Whitlam en devient le président, ainsi que le Leader de l'opposition.
Après avoir perdu de peu les élections fédérales de 1969, Whitlam amène le Parti travailliste à la victoire aux élections de 1972 après 23 ans de gouvernement conservateur. Il remporte de nouveau les élections en 1974. Pendant ses mandats, lui et son gouvernement mettent en place un grand nombre de programmes et de réformes politiques majeurs comme l'abolition de la peine de mort et de la conscription, la création du Medicare et de l'aide juridictionnelle, ainsi que la suppression des frais de scolarité à l'université.
Il gagne les élections de 1974 avec une faible majorité, ce qui incite l'opposition majoritaire au Sénat, enhardie par les scandales gouvernementaux et une économie languissante, à le défier. À la fin de 1975, le Sénat refuse pendant plusieurs semaines de voter les projets de loi de finances, ce qui provoque une crise constitutionnelle prolongée. Le gouverneur général, John Kerr, y met fin en destituant Whitlam, et en nommant comme Premier Ministre intérimaire le chef de l'opposition, Malcolm Fraser, dans l'attente de nouvelles élections. Whitlam déclare alors "God save the Queen, but nothing can save the governor general", ce qui pourrait se traduire par « Dieu bénit la reine, mais rien ne peut sauver le gouverneur général ». Les élections sont gagnées avec une écrasante majorité par les conservateurs et Whitlam devient le seul Premier Ministre australien à avoir perdu son poste de cette manière.
Whitlam démissionne de la présidence du Parti travailliste, après que celui-ci perde de nouveau les élections de 1977, et il quitte le parti en 1978. Plus de trois décennies après son départ, Whitlam continue à commenter les affaires politiques. Les circonstances de sa démission et ce qu'a réalisé son parti sont toujours présents dans le discours politique australien. On a soupçonné en particulier la Nugan Hand Bank, qui aurait eu des liens avec la CIA, d'avoir pris une part active dans la déstabilisation de son gouvernement, qui avait reconnu plusieurs pays communistes (Cuba, la Corée du Nord et l'Allemagne de l'Est) et avait proposé que l'Australie siège comme observateur au mouvement des pays non-alignés,. Par ailleurs, il envisageait de fermer la base de Pine Gap, l'une des stations centrales du système ECHELON. 45 ans plus tard, la correspondance entre le gouverneur général et la reine d'Angleterre étant passé dans le domaine public, un article de John Pilger décrit ce qu'il appelle un coup d'Etat anglo-US contre l'Australie.

## Jeunesse
Gough Whitlam est né à Kew, un quartier de Melbourne le 11 juillet 1916. Il est l'aîné de deux enfants. Son père, Fred Whitlam, était un fonctionnaire fédéral qui travailla comme conseiller juridique du gouvernement. L'engagement de son père dans la défense des droits de l'homme eut une profonde influence sur lui. Comme son grand-père maternel s'appelle aussi Edwards, Whitlam est appelé par son second prénom dès sa plus tendre enfance. En 1918, son père est nommé conseiller juridique adjoint de la Couronne, et la famille emménage à Sydney, et le jeune Gough entre à l'âge de six ans à l'école des filles de l'Église d'Angleterre de Chatswood, car il n'est alors pas rare que les tout jeunes garçons fréquentent l'école des filles. Il entre ensuite à l'école primaire de Mowbray, puis à l'école secondaire de Knox, dans les banlieues de Sydney.
Son père ayant été promu en 1927 conseiller assistant de la Couronne, il est nommé dans la toute nouvelle capitale, Canberra, et la famille y emménage. Gough Whitlam reste le seul Premier Ministre à avoir passé ses années formatrices à Canberra. À cette époque, les conditions étaient assez rudimentaires dans ce qui était nommé la « capitale de brousse » ou « le pays des mouches ». Gough, qui a toujours fréquenté des écoles privées, est envoyé dans une école publique (Telopea Park School), car il y n'a aucune autre choix possible. En 1932, Fred Whitlam transfère son fils à l'école secondaire de Canberra, où le jour de la distribution des prix de 1932, Gough reçut un prix des mains du Gouverneur général d'Australie, Sir Isaac Isaacs. À Canberra, il devint l'ami de Francis James.

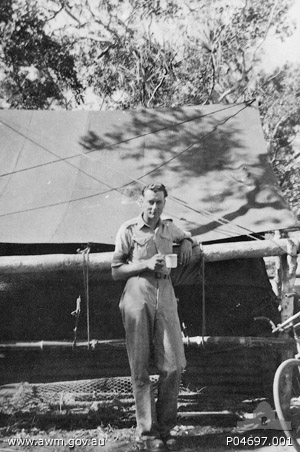
Gough Whitlam à Cooktown en 1944

À l'âge de dix-huit ans, il s'inscrit au Collège St Paul de l'Université de Sydney, et il gagne son premier salaire en apparaissant, avec plusieurs autres « Paulines », sur la scène d'un cabaret dans le film The Broken Melody. Les étudiants de St Paul avaient été choisis parce que dans ce collège on dînait (et on dîne encore) en tenue de soirée, et les étudiants pouvaient fournir leur propre habit. Après avoir obtenu un Bachelor of Arts avec les honneurs de seconde classe, il reste à St Paul pour commencer des études de droit. Il aurait envisagé un moment une carrière universitaire, mais ses notes passables rendent cette hypothèse peu vraisemblable.

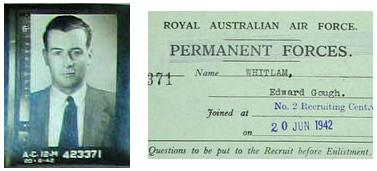
Une carte d'identité de Whitlam avec sa photo, établie par la RAAF, datant de 1942.

Peu après le déclenchement de la Seconde Guerre mondiale en 1939, Whitlam s'engagea dans le régiment de l'Université de Sydney, qui faisait partie de l'armée de réserve. À fin 1941, à la suite de l'attaque de Pearl Harbor par les Japonais, alors qu'il lui restait un an pour finir ses études de droit, il se porta volontaire dans les forces royales aériennes australiennes. En 1942, attendant d'entrer au service actif, il rencontra Margaret Dovey et ils se marièrent. Elle était la fille du juge Bill Dovey, qui allait devenir juge à la Cour Suprême, et elle avait fait partie de l'équipe australienne de natation aux Jeux de l'Empire britannique de 1938. Il eut avec elle trois garçons et une fille. Margaret Whitlam est connue pour son esprit acerbe comparable à celui de son mari et est un auteur connu. Pour leur soixantième anniversaire de mariage, il demanda d'enregistrer le record d'"endurance matrimoniale" pour un couple politique.
Il s'entraîne comme navigateur et bombardier, avant de servir dans l'escadron 13 de la RAAF, basé principalement dans la presqu'île de Grove, dans le Territoire du Nord. Il vole sur des bombardiers Lockheed Ventura, et obtient le grade de lieutenant. Il est encore en service, quand il commence ses activités politiques, distribuant de la documentation sur le parti travailliste australien pendant les élections fédérales australiennes de 1943, et incitant à voter pour le Référendum australien de 1944, qui aurait donné plus de pouvoirs au gouvernement fédéral. Bien que le parti soit victorieux, le référendum est repoussé. En 1961, Whitlam dit du référendum qui a échoué : « Mes espoirs furent réduits à néant par le résultat, et à partir de ce moment-là, je fus déterminé à faire tout ce que je pourrais pour moderniser la Constitution australienne». Alors qu'il est toujours en uniforme, Whitlam rejoint le parti travailliste de Sydney en 1945. Il achève ses études après la guerre, obtenant sa licence de droit. Il est admis comme avocat en Nouvelle-Galles du Sud en 1947.
Un de ses fils, Nicholas, devient un banquier célèbre et un personnage controversé en raison de son comportement. Un autre, Tony, est pendant quelque temps député fédéral avant d'être nommé juge en 1993 à la cour fédérale australienne, puis en 1994 à la cour suprême du Territoire de la capitale australienne. Son troisième fils est diplomate. Sa fille, Catherine Dovey (née en 1954) a travaillé comme juge d'application des peines (Parole Board) en Nouvelle-Galles du Sud.

## Premières années politiques

### Candidat et simple député
Avec son prêt d'ancien combattant, Whitlam fait construire une maison en bord de mer à Cronulla. Il cherche à faire carrière au parti travailliste de cette ville, mais les travaillistes locaux doutent de sa loyauté, compte tenu de son origine aisée. Pendant les années d'après-guerre, il exerce le métier d'avocat, se spécialisant dans les conflits de propriétaires et de locataires, et cherchant à se gagner les bonnes grâces du parti. Il se présente deux fois sans succès aux élections du conseil municipal, une fois, toujours sans succès, à l'Assemblée législative de Nouvelle-Galles du Sud, et fait campagne pour d'autres candidats. Il devient aussi une célébrité de la radio, en gagnant l'Australian National Quiz Championship en 1948 et 1949, et en finissant second en 1950. En 1951, Hubert Lazzarini, député travailliste de la Circonscription de Werriwa, annonce qu'il ne se représente pas aux prochaines élections. Whitlam remporte la présélection des candidats travaillistes. Lazzarini mourut en 1952 avant la fin de son mandat, et Whitlam fut élu à la Chambre des représentants au cours de l'élection partielle qui en résulta, le 29 novembre 1952. Whitlam triple la majorité de Lazzarini grâce à un accroissement de 12 % du score des travaillistes.
Whitlam rejoint la minorité travailliste au Parlement. Son discours inaugural est interrompu par le futur Premier Ministre, John McEwen, qui est rappelé à l'ordre par le président de l'assemblée, lui indiquant que les premiers discours sont traditionnellement écoutés en silence. Whitlam répond à McEwen en déclarant que Benjamin Disraeli a été interpellé lors de son discours inaugural, et a répondu : « Le temps viendra où vous devrez m'écouter. ». Whitlam ajoute à l'intention de McEwen : « Le temps viendra où vous pourrez m'interrompre ». Selon les premiers biographes de Whitlam, Laurie Oakes et David Solomon, cette réponse calme fait prendre conscience au gouvernement de coalition, que le nouveau député de Werriwa serait une force dont il faudrait tenir compte.
Connu depuis l'enfance pour son érudition, son éloquence et son esprit critique, il devient rapidement l'un des meilleurs orateurs du parti et l'un des rares à pouvoir affronter Robert Menzies sur les bancs du Parlement. Au cours des débats brutaux et houleux à la Chambre des représentants, Whitlam qualifie le député Bill Bourke de « collabo pleurnichard », Garfield Barwick (qui, devenu président de la Haute Cour, jouera un rôle dans la chute de Whitlam) de « salaud prétentieux », et affirme que William Wentworth montre une « prédisposition héréditaire à la folie ». Il s'excuse après avoir affirmé que le futur Premier ministre, William McMahon, était une « pute ».
Le parti travailliste (ALP) n'est plus aux affaires depuis la défaite du gouvernement Chifley en 1949, et depuis 1951, il est dirigé par Herbert Vere Evatt que Whitlam admire beaucoup. En 1954, le parti travailliste semble capable de revenir au pouvoir. Le Premier ministre de l'époque, Robert Menzies, utilise adroitement à son avantage l'affaire Petrov, et son gouvernement de coalition, composé de libéraux et de conservateurs, gagne les élections de 1954 avec une majorité de sept sièges. Après l'élection, Evatt tente d'éliminer du parti les Industrial Groups, qui ont été créés dans les années 1940 par l'ALP lui-même pour combattre l'influence du parti communiste dans les syndicats. Constituant l'aile droite du parti, majoritairement catholiques et anti-communistes, ils ont divergé depuis longtemps de la ligne du parti travailliste. La division qui s'ensuit, et qui reste connue sous le nom de « The Split », fait naître le parti travailliste démocratique. Ce conflit écarte le parti travailliste du pouvoir pendant une génération, car les partisans du parti démocratiques optent pour le parti libéral comme second choix dans le vote alternatif propre au système électoral australien. Whitlam soutient toujours loyalement Evatt pendant le Split.
En 1955, un nouveau découpage des circonscriptions divise l'électorat de Whitlam à Werriwa en deux, son domicile de Cronulla se retrouvant dans la Circonscription de Hughes. Bien qu'il aurait obtenu le soutien de l'ALP dans l'une ou l'autre des circonscriptions, il choisit de continuer à représenter Werriwa. Il déménage donc à Cabramatta, ce qui représente pour ses enfants les plus âgés des trajets scolaires plus longs, car les deux circonscriptions ne possédant pas de lycée, ils devaient se rendre à Sydney.
En 1956, Whitlam est nommé à la commission paritaire du Parlement chargée de la révision de la Constitution. Sa biographe, Jenny Hocking, considère que son travail dans ce comité, qui est composé de membres de tous les partis appartenant aux deux Chambres, a une des plus grandes influences sur son évolution politique. Selon Hocking, ce travail oblige Whitlam à se concentrer non plus sur les conflits internes qui consument l'ALP, mais sur les objectifs possibles et utiles au travaillisme dans un cadre constitutionnel. De nombreux objectifs travaillistes, comme la nationalisation, sont contraires à la Constitution. Whitlam vient à penser que la Constitution — et plus particulièrement l'article 96, qui autorise le gouvernement fédéral à accorder des subventions aux États australiens — pourrait être utilisée pour mettre en place un programme favorable au travaillisme.

### Vice-présidence
À la fin des années 1950, Whitlam est considéré comme un prétendant possible à la présidence, une fois que les dirigeants travaillistes du moment quitteraient la scène. Ceux-ci, comme Evatt, le vice-président Arthur Calwell, Eddie Ward, et Reg Pollard, ont la soixantaine, soit vingt ans de plus que Whitlam. En 1960, après avoir perdu trois élections, Evatt démissionne et est remplacé par Calwell, et Whitlam remporte le poste de vice-président contre le vétéran Eddie Ward. Calwell est à deux doigts de remporter les élections fédérales de 1961, mais perd progressivement du terrain après cet échec. Il n'a pas voulu de Whitlam comme vice-président, et pense que les travaillistes auraient gagné si Ward avait été vice-président.
Peu après les élections de 1961, les événements commencent à tourner à la défaveur de l'ALP. Quand le président indonésien, Soekarno, annonce qu'il a l'intention de s'emparer de la Nouvelle-Guinée occidentale, que la puissance coloniale hollandaise abandonne, Calwell répond en déclarant que l'Indonésie devait être arrêtée par la force. Cette déclaration de Calwell est qualifiée de « folle et irresponsable » par le Premier ministre Menzies, et l'ALP y perd un peu de son crédit dans l'opinion publique. À cette époque, le congrès fédéral de l'ALP, qui dicte la ligne politique du parti à ses parlementaires, est composé de six membres pour chaque État, et ni Calwell, ni Whitlam n'en font partie. En effet, le parti travailliste a été créé pour représenter les classes laborieuses au Parlement et continue de regarder ses élus comme des serviteurs du parti, qui devaient se plier aux décisions officielles de celui-ci. Au début de 1963, un congrès extraordinaire se tient dans un hôtel de Canberra pour définir la position du parti en ce qui concerne l'installation éventuelle d'une base US dans le Territoire du Nord. Calwell et Whitlam, qui attendent la décision, sont photographiés en train de scruter la salle à travers des portes. Cette photographie a une influence désastreuse sur l'ALP, Menzies raillant « le fameux groupe des trente-six hommes sans visages dont on ne connait pas les qualifications et qui n'ont pas de responsabilités électorales », et qui pourtant contrôlent le parti.
Menzies manipule l'opposition sur des questions qui la divise profondément, comme l'aide directe des États aux écoles privées et l'installation éventuelle d'une base US. Il déclare soutenir ces deux propositions et annonce des élections anticipées pour novembre 1963. Le Premier ministre, Menzies, fait une meilleure prestation que Calwell à la télévision, et l'assassinat de John F. Kennedy lui apporte un soutien supplémentaire inattendu. En conséquence, le gouvernement de coalition bat aisément les travaillistes. Whitlam espère que Calwell allait démissionner après 1963, mais il reste, expliquant qu'on avait donné à Evatt trois occasions de gagner, et qu'on lui devait une troisième chance de devenir Premier ministre. Calwell rejette la proposition que le président et vice-président de l'ALP soient membres d'office du congrès fédéral du parti, ou de son comité central composé de douze membres (deux pour chaque État). Au lieu de cela, il se présente avec succès à un des sièges du Victoria au congrès fédéral. L'ALP subit un cinglant échec aux élections partielles de Tasmanie en 1964, et perd des sièges lors du renouvellement de la moitié du Sénat en 1964. Le parti est battu aussi lors des élections régionales de l'État le plus peuplé, la Nouvelle-Galles du Sud, perdant le contrôle de cet État pour la première fois depuis 1941.
Pendant les années 1960, les relations de Whitlam avec Calwell et l'aile droite du parti deviennent difficiles. Whitlam s'oppose sur plusieurs points à la politique du parti, notamment sur la nationalisation de certaines industries, sur le refus de l'aide des États aux écoles privées et sur la décision politique de Calwell de continuer à soutenir l'Australie blanche. Le comportement de Whitlam l'amène plusieurs fois à des conflits ouverts avec la direction du parti. Les relations de Whitlam et Calwell se détériorent encore plus après un article de The Australian en 1965. L'article rapporte des commentaires confidentiels de Whitlam, disant que son président est « trop vieux et trop faible » pour gagner le pouvoir, et que le parti est gravement handicapé par un Calwell de 70 ans toujours à la recherche de son premier mandat de Premier ministre. Plus tard cette année-là, à la demande pressante de Whitlam et malgré l'objection de Calwell, le congrès biennal du parti apporte de profonds changements à la ligne politique du parti, supprimant le soutien à la politique de l'Australie blanche et faisant du président et du vice-président du parti des membres de droit du congrès fédéral et du comité central du parti, ainsi que les président et vice-président du parti au Sénat. Mais comme il considère que le Sénat n'est pas un organe représentatif, Whitlam s'oppose à l'admission de ces deux dernières personnes au conseil d'administration du parti.
En janvier 1966, Robert Menzies se retire du gouvernement après avoir pulvérisé le record de longévité au poste de Premier Ministre. C'est le nouveau président du parti libéral, Harold Holt, qui lui succède au poste de Premier ministre. Après des années de politique dominées par les vieux Menzies et Calwell, le jeune Holt apportait un sang neuf.
Au début de 1966, le Congrès des 36 membres, en accord avec Calwell, interdit à tout parlementaire travailliste, sans peine d'exclusion, de défendre l'assistance fédérale aux États destinée à les aider à financer les écoles publiques et privées, appelée communément « aide de l'État ». Whitlam est en désaccord sur ce point avec le parti, et est accusé de « grave déloyauté » par le comité central, une infraction passible d'expulsion. Avant que cette affaire ne soit traitée, Whitlam part pour le Queensland, où il mène une campagne intensive pour le candidat travailliste à l'élection partielle de Dawson. L'ALP gagne, marquant la première défaite du gouvernement à une élection partielle depuis 1952. Whitlam échappe à la sentence d'expulsion par un écart de deux voix, les deux votes du Queensland ayant été en sa faveur. Fin avril, Whitlam se présente à la présidence du parti contre Calwell. Bien que ce dernier obtîent les deux tiers des votes, il annonce que si le parti perdait les prochaines élections, il ne se maintiendrait pas à la présidence.
Holt annonce pour novembre 1966 une élection, dans laquelle l'engagement de l'Australie dans la Guerre du Viêt Nam est une question majeure. Calwell appelle à un « retrait immédiat et inconditionnel » des troupes australiennes. Whitlam, quant à lui, dit que cela priverait l'Australie de toute participation à un accord, et que les troupes régulières, à la différence des conscrits, devaient rester sur le terrain sous certaines conditions. Calwell trouve la remarque de Whitlam désastreuse, et conteste la ligne du parti cinq jours avant les élections. Holt, de son côté, réveille l'intérêt du public, créant un élan nouveau et conduisant sa majorité gouvernementale à une écrasante victoire à ces élections de novembre 1966 avec un programme pro-américain et pro-guerre du Viêt Nam. L'ALP, lui, subit une lourde défaite, tombant à quarante sièges à la Chambre des représentants. À la réunion du comité électoral du 8 février 1967, Gough Whitlam est élu à la présidence du parti, battant de peu Jim Cairns, candidat de l'aile gauche du parti.

## Présidence du parti travailliste

### Réforme de l'ALP
Gough Whitlam comprend que le parti aurait peu de chances de gagner des élections s'il n'élargissait pas sa base populaire traditionnelle, en s'ouvrant aux classes moyennes des banlieues. Il cherche à faire passer le contrôle du parti des mains des syndicalistes à celles des parlementaires, et espère que même les membres de base puissent faire valoir leurs voix au moment des congrès. En 1968, la controverse éclate à l'intérieur du parti, quand le comité central refuse de faire sièger le nouveau délégué de Tasmanie, Brian Harradine, un partisan de Whitlam, considéré comme un extrémiste de droite. Whitlam démissionne de la présidence, demandant un vote de confiance du comité. Il batt Cairns dans un vote étonnamment serré de 38 à 32. Malgré ce vote favorable à Whitlam, le comité refuse le siège à Harradine.
Les instances dirigeantes du parti ne voulant pas se réformer, Whitlam s'emploie à rechercher un soutien au changement parmi les membres de base du parti. Il réussit à réduire l'influence des syndicats, mais il ne peut faire accepter l'élection du comité central par le vote direct de tous les membres du parti. La section victorienne du parti a toujours posé problème, son comité directeur est bien plus à gauche que le reste de l'ALP, et a bien peu de succès électoral. Whitlam réussit à reprendre l'organisation de cette section malgré l'opposition de ses dirigeants, et cette reconstruction montre son bien-fondé lors de la victoire travailliste à l'élection de 1972.
Lors du congrès de 1969, Whitlam a acquis un pouvoir considérable sur le parti. Ce congrès vote 61 résolutions, dont de profonds changements de la politique du parti et de ses procédures. Il appelle à la création d'une commission scolaire australienne, afin d'examiner le niveau convenable de l'aide fédérale aux écoles et aux universités, à la reconnaissance des revendications foncières aborigènes et à l'extension de la politique du parti à la couverture universelle de santé. Le congrès demande aussi un accroissement de la participation fédérale à l'urbanisme, tout cela formant la base du « Programme » du socialisme moderne, que Whitlam et l'ALP présente aux électeurs en 1972.
Depuis 1918, le parti travailliste demandait l'abolition de la Constitution australienne, et la remise de tout le pouvoir politique au Parlement, un plan qui aurait transformé les États en des régions impuissantes. Depuis 1965, Whitlam cherche à modifier cette revendication. Il y réussit au congrès de l'ALP de 1971 à Launceston, qui demande que le Parlement reçoive les « pleins pouvoirs nécessaires et désirables » à la réalisation des objectifs de l'ALP dans les affaires nationales et internationales. Le parti travailliste a aussi promis d'abolir le Sénat ; cet objectif ne sera pas effacé du programme du parti avant 1979, après que Whitlam en abandonne la présidence.

### Chef de l'opposition

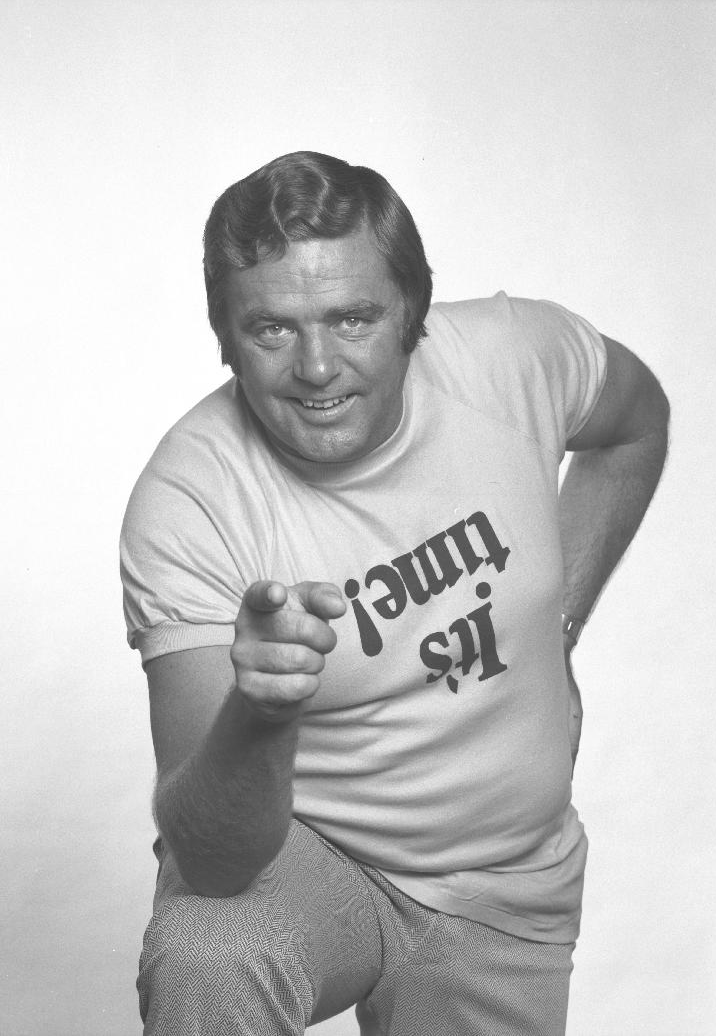
Gough Whitlam a mené une campagne réussie dans les années 1970 intitulé « Il est temps »

Peu après avoir pris la présidence, Whitlam réorganise le comité central du parti, en mettant en place un cabinet fantôme avec les parlementaires du parti et en leur attribuant les portefeuilles. Alors que le gouvernement de coalition dispose d'une large majorité à la Chambre des représentants, Whitlam dynamise le parti par des campagnes intensives en vue de gagner deux élections partielles en 1967 : tout d'abord dans la Circonscription de Corio dans le Victoria, puis la même année dans la Circonscription de Capricornia dans le Queensland. L'élection pour le renouvellement de la moitié du Sénat en novembre 1967 voit une légère fluctuation en faveur de l'ALP, par comparaison avec l'élection générale de l'année précédente. Ces victoires fédérales, pour lesquelles Whitlam et Holt ont fait campagne, donnent à Whitlam la force dont il a besoin pour conduire les réformes du parti.
En fin de 1967, le Premier ministre Holt disparait alors qu'il nage dans une mer agitée près de Melbourne ; on ne retrouve jamais son corps. McEwen, président du parti partenaire dans la coalition, le Country Party, le remplace comme Premier ministre pendant trois semaines, le temps que les libéraux puissent élire un nouveau président. Le sénateur John Gorton gagne le vote et devient Premier ministre. La campagne pour cette élection se déroule principalement à la télévision, et Gordon parait avoir le charisme nécessaire pour maintenir Whitlam à l'écart des affaires. Gorton démissionne de son siège au Sénat, et en février 1968 il est élu au siège d'Holt dans la circonscription de Higgins dans le Victoria. Pendant le reste de l'année, Gorton apparait avoir l'ascendant sur Whitlam à la Chambre des représentants. Pourtant, dans sa chronique des années Whitlam, sa plume, Graham Freudenberg, affirme que le comportement fantasque de Gorton, le renforcement de l'ALP par Whitlam et des événements extérieurs à l'Australie, comme la Guerre du Viêt Nam entament peu à peu la domination des libéraux.
Gorton annonce la tenue des élections fédérales pour octobre 1969. Whitlam et l'ALP, sans grande dissension interne, se présentent avec un programme appelant à des réformes nationales, la fin de la conscription, et le retrait des troupes australiennes du Viêt Nam pour le 1er juillet 1970. Whitlam sait qu'étant donné la piètre position de l'ALP après les élections de 1966, la victoire est improbable. Néanmoins, Whitlam gagne 18 sièges de plus, la meilleure performance des travaillistes depuis qu'ils ont quitté le gouvernement en 1949. La coalition conserve le pouvoir, mais avec une faible majorité. Le renouvellement de la moitié du Sénat en 1970 ne modifie pas le contrôle de cette Chambre par la coalition, mais les libéraux tombent pour la première fois en dessous de 40 %, ce qui menace sérieusement la position de Gorton En mars 1971, Gorton perd la motion de censure au comité central des libéraux. William McMahon est élu à sa place à la présidence du parti, et il devient le nouveau Premier ministre.
Les libéraux étant dans la tourmente, Whitlam et l'ALP cherchent à gagner la confiance du public en tant que gouvernement possible crédible. Les actions du parti, comme l'abandon de la politique de l'Australie blanche, attirent les faveurs des media. Le président des travaillistes se rend en Papouasie-Nouvelle-Guinée, et promet lui-même l'indépendance à ce qui est encore une possession australienne. En 1971, Whitlam se rend à Pékin et rencontre les dirigeants chinois, dont Zhou Enlai. McMahon attaque Whitlam pour sa visite et prétend que les Chinois l'ont manipulé. Cette attaque fait long feu, lorsque le président américain, Richard Nixon, annonce sa visite en Chine pour l'année suivante. Son Conseiller à la sécurité nationale, Henry Kissinger, s'est trouvé à Pékin en même temps que la délégation travailliste, ce que Whitlam ne savait pas. Selon la biographe de Whitlam, Jenny Hocking, cet épisode donne à Whitlam l'image d'un homme d'état connu internationalement, tandis que McMahon est considéré comme étant sur la défensive face aux actions de politique étrangère de son adversaire. D'autres erreurs de McMahon, comme le discours confus improvisé lors de sa visite à Washington, et l'affirmation faite devant le président indonésien Soeharto que l'Australie est une nation d'Europe de l'Ouest, causent du tort au gouvernement.
Au début de 1972, le parti travailliste passe en tête dans les sondages. Le chômage n'a jamais atteint un tel sommet depuis dix ans, augmentant de plus de 2 % en août. L'inflation a aussi atteint son taux le plus élevé depuis le début des années 1950. Le gouvernement se remet un peu lors de la session budgétaire du Parlement en août, en proposant des réductions de l'impôt sur le revenu et un accroissement des dépenses. La stratégie de l'ALP pour la préparation de l'élection est d'attendre et de laisser le gouvernement faire des erreurs. Pour créer des controverses, Whitlam affirme en mars que « l'insoumission n'esy pas un crime » et qu'il serait ouvert à une réévaluation du dollar australien. McMahon annonce l'élection générale pour la Chambre des représentants pour le 2 décembre 1972. Whitlam note que ce jour est l'anniversaire de la bataille d'Austerlitz, au cours de laquelle une autre « coalition, réactionnaire et délabrée » a subi une sévère défaite.
Les travaillistes font campagne avec le slogan « Il est temps », une réminiscence du slogan victorieux de Menzies en 1949 « Il est temps de changer ». Les sondages montrent que même les électeurs libéraux approuvent le slogan des travaillistes. Whitlam promet de mettre fin à la conscription et de libérer les individus qui l'ont refusée. Il promet également un supplément d'impôt pour financer une couverture maladie universelle, des soins dentaires gratuits pour les étudiants, et une rénovation des infrastructures urbaines vieillissantes. Le parti s'engage à supprimer les frais de scolarité universitaires et de mettre en place une commission chargée d'évaluer les besoins scolaires. Le parti bénéficie du soutien de Rupert Murdoch, propriétaire des News Limited, qui préfère Whitlam à McMahon. Les travaillistes dominent tant la campagne, que quelques conseillers de Whitlam le pressent de cesser ses plaisanteries au sujet de McMahon, car les gens commencent à le plaindre. L'ALP gagne douze sièges, principalement dans les banlieues de Sydney et de Melbourne, lui donnant une majorité de neuf sièges à la Chambre des représentants. L'ALP ne gagne pourtant rien au-delà des ceintures de banlieue, perdant même un siège en Australie-Méridionale et deux en Australie-Occidentale.

## Premier ministre 1972–75

### Duumvirat

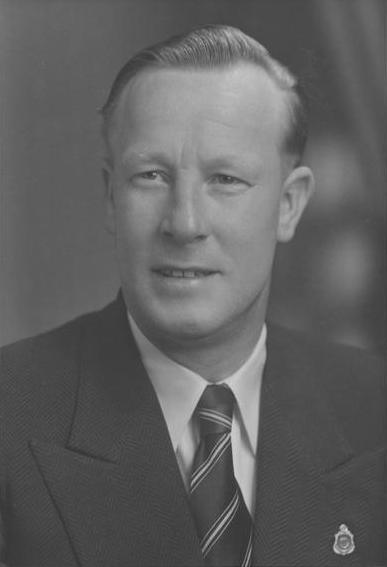
Lance Barnard, deuxième membre du duumvirat.

Whitlam entre en fonction avec une majorité à la Chambre des représentants, mais pas au Sénat, élu par moitié en 1967, puis en 1970. À cette époque, le Sénat est composé, pour chacun des six États, de dix membres élus au scrutin proportionnel plurinominal. Les parlementaires du comité électoral de l'ALP devaient choisir les ministres, et Whitlam devait leur attribuer les portefeuilles. Mais la réunion du comité ne pouvait se faire tant que les résultats définitifs de l'élection ne seraient pas proclamés, c'est-à-dire le 15 décembre. Pendant ce temps, McMahon reste en fonction en tant que Premier ministre intérimaire. Whitlam, cependant, n'est pas disposé à attendre aussi longtemps. Le 5 décembre, lorsque la victoire du clan travailliste est certaine, Whitlam prête serment devant le gouverneur général, Paul Hasluck, comme nouveau Premier ministre et Lance Barnard, vice-président du parti, comme vice Premier ministre. Leurs ministres n'ayant pas encore été désignés par le comité du parti, les deux hommes doivent s'occuper des 27 portefeuilles durant les deux premières semaines.
Durant ces deux semaines, ce duumvirat, ainsi qu'il est appelé, parvient à fonctionner seul, Whitlam cherchant à remplir les promesses de campagne qui ne nécessitent pas de législation. Il ordonne l'ouverture de négociations pour établir des relations diplomatiques complètes avec la république populaire de Chine, et par conséquent la rupture de celles avec Taïwan (les deux États observent le principe d'une seule Chine, chacun exigeant d’être le seul à bénéficier d'une reconnaissance internationale). La législation autorise le ministre de la défense à accorder des exemptions pour la conscription. Barnard détenant ce portefeuille, il exempte tout le monde. Sept hommes détenus à ce moment-là pour avoir refusé la conscription sont libérés. Le gouvernement Whitlam, dès ses premiers jours, relance la question de l'égalité de rémunération, qui est en souffrance devant la Commission australienne de conciliation et d'arbitrage, et nomme une femme, Elizabeth Evatt, à cette commission. Whitlam et Barnard suppriment la taxe sur les pilules contraceptives, annoncent d'importantes subventions pour les arts, et mettent en place une commission scolaire provisoire. Le duumvirat interdit en Australie les sports collectifs racialement discriminatoires, et donne comme instruction à la délégation australienne aux Nations unies de voter en faveur de sanctions à l'égard de l'Afrique du Sud et de la Rhodésie qui pratiquent l'apartheid. Il ordonne également le retour de toutes les troupes australiennes restant encore au Viêt Nam, bien que la plupart, dont tous les conscrits, aient été retirée par McMahon et met fin aux activités clandestines des services de renseignement australiens à Santiago visant à aider la CIA dans la déstabilisation du gouvernement de Salvador Allende.
Selon la plume de Whitlam, Graham Freudenberg, le duumvirat est un succès, car il démontre que le gouvernement travailliste est capable de manœuvrer la machinerie gouvernementale malgré sa longue absence du pouvoir. Freudenberg note cependant que l'allure rapide des réformes et l'excitation du public causée par les actions du duumvirat poussent l'opposition à ne pas faciliter la tâche des travaillistes, ce qui conduit à une remarque post-mortem du gouvernement Whitlam : « Nous avons fait trop, trop tôt ».

### Mise en route du programme
Le gouvernement McMahon était composé de 27 ministres, douze d'entre eux faisant partie du Cabinet. Pendant la préparation de l'élection, le comité électoral travailliste décide que, si le parti gagne l'élection, les 27 ministres appartiendraient tous au Cabinet. Ceci provoque un intense démarchage électoral parmi les parlementaires travaillistes, pendant que le duumvirat est au travail, et, le 18 décembre, le comité électoral élit le Cabinet. Les résultats sont généralement acceptables pour Whitlam, et en trois heures de temps, il distribue les 27 portefeuilles. En janvier 1973, afin d'avoir un meilleur contrôle du Cabinet, Whitlam met en place cinq comités de cabinet, dont les membres sont nommés par lui et non par le comité.
Le gouvernement Whitlam abolit la peine de mort pour les crimes fédéraux. L'aide juridictionnelle est mise en place, avec des bureaux dans toutes les capitales d'État. Il abolit également les frais de scolarité universitaires, et met en place la Commission scolaire chargée de distribuer des fonds aux écoles. Whitlam fonde le Département du développement urbain, et, ayant vécu à Cabramatta, à l'époque où il n'y avait pas véritablement d'assainissement, il fixe l'objectif que toute habitation urbaine devrait être raccordée à un réseau d'assainissement.
Le gouvernement Whitlam donne directement des subventions aux gouvernements régionaux pour la rénovation urbaine, la prévention des inondations et la promotion du tourisme. D'autres subventions fédérales financent les autoroutes reliant les différentes capitales et des lignes de train à l'écartement standard pour relier les États. Le gouvernement tente de créer une ville nouvelle à Albury-Wodonga sur la frontière entre le Victoria et la Nouvelle-Galles du Sud. "Advance Australia Fair" devient l'hymne national australien à la place de "God Save the Queen". L'Ordre d'Australie remplace le système britannique d'honneurs au début 1975.
En 1973, la National Gallery of Australia, appelée alors « Australian National Gallery », achète le tableau Blue Poles de l'artiste contemporain Jackson Pollock pour deux millions de dollars US, soit 1,3 million de dollars australiens à l'époque du paiement, soit le tiers du budget annuel du musée. Ce prix nécessite la permission personnelle de Whitlam, qu'il donne à condition que le prix soit rendu public. Cet achat provoque un scandale politique et médiatique, où il est dit qu'il symbolisait soit la prévoyance et la vision de Whitlam, soit sa folie dispendieuse.
Whitlam voyage beaucoup, et il est le premier Premier ministre australien en exercice à faire une visite en Chine. On le critique pour ces déplacements, surtout après le passage du Cyclone Tracy, qui frappe Darwin. Whitlam interrompt alors un vaste voyage en Europe pendant 48 heures pour venir observer les désastres, un temps jugé trop court par beaucoup.

### Premiers ennuis

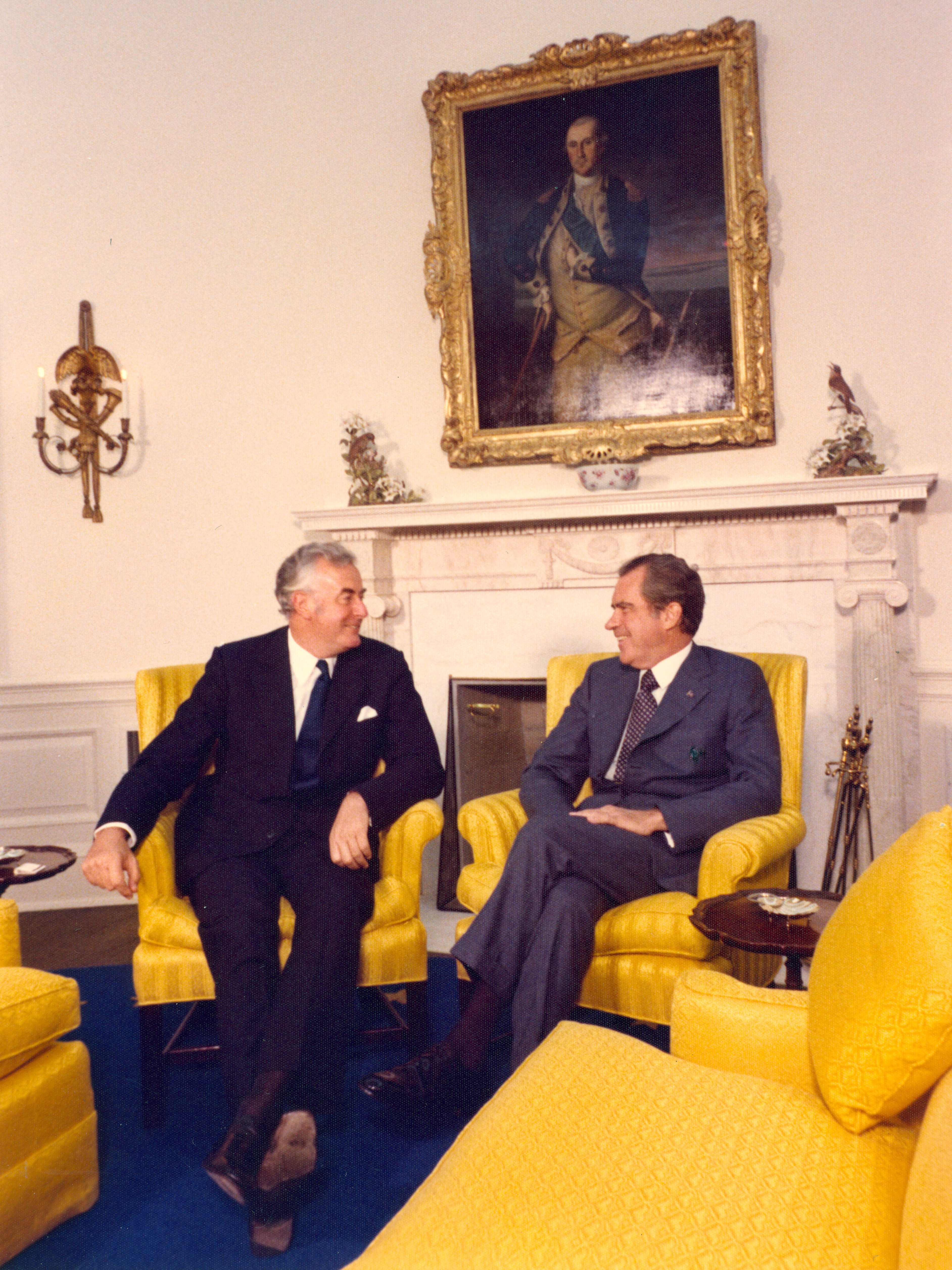
Visite de Whitlam au président américain Richard Nixon en juillet 1973.

En février 1973, le ministre de la justice, le sénateur Lionel Murphy, déclenche une descente de police dans les bureaux de Melbourne de l'Australian Security Intelligence Organisation, le service de renseignements intérieur australien, qui est sous sa responsabilité. Murphy pense que l'ASIO pouvait détenir des dossiers relatifs à des menaces contre le Premier ministre yougoslave, Džemal Bijedić, qui devait se rendre en Australie, et il craignait que l'ASIO dissimule ou détruise ces dossiers. L'opposition attaque le gouvernement sur cette opération de police, traitant Murphy d'« électron libre ». Une enquête du Sénat sur cet événement tourne court, lorsque le Parlement est dissous en 1974. Selon le journaliste et auteur Wallace Brown, la controverse sur cette opération continue à poursuivre le gouvernement Whitlam tout au long de son mandat, car c'est une décision « tellement stupide ».
Dès le début du gouvernement Whitlam, l'opposition, conduite par Billy Snedden, qui a remplacé McMahon à la tête du parti libéral en décembre 1972, cherche à utiliser son contrôle du Sénat pour contrecarrer Whitlam. Il ne s'agissait pas de bloquer tout le travail législatif du gouvernement ; les sénateurs de la coalition, menés par le président libéral au Sénat, Reg Withers, ne cherchent à bloquer que lorsque l'obstruction est à l'avantage de l'opposition. Le gouvernement Whitlam a aussi des ennuis avec les gouvernements régionaux. La Nouvelle-Galles du Sud refuse d'accéder à la demande du gouvernement fédéral de fermer le Centre d'information rhodésien de Sydney. Le Premier ministre du Queensland, Joh Bjelke-Petersen, refuse d'examiner tout ajustement de la frontière de son État avec la Papouasie-Nouvelle-Guinée. Le Queensland possède en effet dans le détroit de Torrès des îles, qui se trouvent à 500 mètres de la côte papouasienne. En 1973, des gouvernements régionaux libéraux sont réélus en Nouvelle-Galles du Sud et dans le Victoria avec de larges majorités. En décembre 1973, Whitlam et sa majorité à la Chambre des représentants proposent un référendum, susceptible de modifier la Constitution, demandant que le contrôle des prix et des salaires passent des États au gouvernement fédéral. Dans aucun État, les deux propositions (prix et salaires) n'ont la faveur de la majorité des votants, et elles sont rejetées par plus de 800 000 voix à l'échelle nationale.
Au début de 1974, le Sénat a rejeté dix-neuf propositions de loi gouvernementales, dix d'entre elles deux fois. Un demi-renouvellement du Sénat étant prévu en milieu d'année, Whitlam cherche des moyens pour disposer de plus de soutien dans cette Chambre. Le sénateur du Queensland et ancien président du DLP, Vince Gair, fait connaître son désir de quitter le Sénat pour un poste diplomatique. Cinq sièges du Queensland sont en jeu dans cette demi-élection, et l'ALP peut probablement en gagner seulement deux. Mais s'il y en a six, le parti pourrait espérer en gagner trois, et le contrôle du Sénat serait alors possible. Whitlam accède à la demande de Gair, et il le fait nommer par le gouverneur général, Paul Hasluck, ambassadeur en Irlande. Mais il y a des fuites sur la démission imminente de Gair, et les opposants à Whitlam tentent de contrer cette manœuvre. Pendant ce qui allait s'appeler la « Nuit des longues crevettes », les membres du Country Party invitent en secret Gair à une petite soirée dans un de leurs bureaux, pendant que les membres de l'ALP le recherchent pour lui faire signer sa démission. Pendant que Gair apprécie la bière et les crevettes, Bjelke-Petersen avise le gouverneur du Queensland, Colin Hannah, de rédiger des assignations pour seulement cinq sièges vacants, puisque celui de Gair ne l'est pas, contrant ainsi les plans de Whitlam.
L'opposition menaçant de perturber l'attribution des crédits, ou de bloquer les projets de loi de finances, Whitlam prend prétexte que le Sénat a rejeté deux fois plusieurs projets de loi pour provoquer une double dissolution, à la place du demi-renouvellement du Sénat. Après une campagne qui met en avant le slogan des travaillistes « Donnez à Gough un beau succès », l'élection fédérale de 1974 maintient une majorité travailliste à la Chambre des représentants, mais en la réduisant de sept à cinq sièges. Au Sénat, le gouvernement et l'opposition obtiennent tous les deux 29 sièges, l'équilibre des forces se trouvant dans les mains de deux sénateurs indépendants. L'impasse sur les propositions de loi rejetées deux fois est levée, pour la première fois dans l'histoire australienne, par un vote des deux Chambres réunies, vote permis par l'article 57 de la Constitution. Cette session, autorisée par le nouveau gouverneur général, John Kerr, vote les propositions de loi qui concernent, l'une l'assurance santé universelle, appelée alors Medibank, et aujourd'hui Medicare, les autres les représentations sénatoriales du Territoire du Nord et du Territoire de la capitale australienne, qui deviennent effectives à l'élection suivante.

### Second mandat
Au milieu de l'année 1974, l'Australie est en pleine crise économique. Le premier choc pétrolier de 1973 a fait bondir les prix, et selon les chiffres du gouvernement, l'inflation est passée à 13 % pendant plus d'une année entre 1973 et 1974. Une partie de cette inflation est due au désir de Whitlam d'accroître les salaires et d'améliorer les conditions de travail du service public fédéral, émulateur du secteur privé. Le gouvernement de Whitlam a baissé les tarifs douaniers de 25 % en 1973, et 1974 voit une augmentation des importations de 30 %, et un accroissement de 1,5 milliard de dollars du déficit de la balance commerciale. Les producteurs de matière première sont piégés par le resserrement du crédit, quand les taux à court terme atteignent des niveaux extrêmes. Le chômage augmente aussi de façon significative. Le malaise à l'intérieur de l'ALP conduit à la défaite de Barnard devant Jim Cairns pour le poste de vice-président. Whitlam aide peu son compagnon en difficulté, avec qui pourtant il a formé le duumvirat.
En dépit de ces indicateurs économiques, le budget présenté en août 1974 prévoit de larges augmentations des dépenses, en particulier dans l'éducation. Les fonctionnaires du trésor conseillent une série d'augmentations des impôts et taxes, allant des contributions indirectes jusqu'au coût des timbres postaux, mais leurs avis sont pour la plupart rejetés par le Cabinet. Ce budget est incapable de lutter contre l'inflation et le chômage, et Whitlam introduit de larges réductions d'impôt en novembre. Il annonce aussi des dépenses supplémentaires pour aider le secteur privé.
À partir d'octobre 1974, le gouvernement Whitlam recherche des prêts à l'étranger pour financer ses plans de développement, auprès de pays nouvellement enrichis par l'or noir. Il tente d'obtenir les financements avant d'en informer le Conseil des emprunts, dont font partie des hommes politiques hostiles à Whitlam. Son gouvernement habilite le financier pakistanais, Tirath Khemlani comme intermédiaire, dans l'espoir d'obtenir des prêts pour un total de 4 milliards de dollars US. Cette affaire des prêts n'aboutit pas, mais, selon l'auteur et plume de Whitlam, Graham Freudenberg, « le seul coût de cela fut le coût à la réputation du gouvernement. Ce coût fut immense, puisqu'il leur coûta le gouvernement ».
Whitlam nomme le sénateur Murphy à la Haute Cour, alors que son siège ne serait pas mis au vote, si des élections de demi-Sénat avaient lieu. Les travaillistes occupent alors trois des cinq sièges à court terme de Nouvelle-Galles du Sud. Avec le scrutin proportionnel plurinominal, les travaillistes peuvent conserver ces trois sièges lors du prochain demi-renouvellement. Mais si le siège de Murphy est aussi en jeu, les travaillistes ne pourraient vraisemblablement pas gagner quatre des six sièges. Ainsi la nomination de Murphy signifie la perte presque certaine d'un siège à la prochaine élection dans un Sénat également divisé entre travaillistes et libéraux. Whitlam nomme pourtant Murphy, et il fallait donc le remplacer provisoirement jusqu'à la prochaine élection. Depuis l'introduction en 1949 du vote à la proportionnelle aux élections sénatoriales, il est convenu que les sénateurs remplaçants, nommés par le corps législatif de l'État concerné, appartiendraient au même parti politique que le sénateur remplacé. Mais en février 1975, le Premier ministre de Nouvelle-Galles du Sud, Tom Lewis, ne respecte pas cette tradition. Il considère que cette convention ne s'applique que si le siège est libre à cause d'une mort ou d'une maladie, ce qui n'est pas le cas présent. Il fait en sorte de choisir Cleaver Bunton, ancien maire indépendant d'Albury. Cette décision ne change rien à la situation politique, car on sait que Bunton est opposé au blocage des lois par le sénat, mais elle crée un précédent, qui a des conséquences quelque temps plus tard.
En mars 1975, beaucoup de parlementaires libéraux trouvent que Snedden ne fait pas correctement son travail de chef de l'opposition, et que Whitlam le domine à la Chambre des représentants. Malcolm Fraser se présente contre Snedden, le bat le 21 mars, et devenant ainsi le nouveau chef de l'opposition.
Peu après l'accession de Fraser, une controverse survient à propos des tentatives du gouvernement Whitlam de reprendre les pourparlers de paix au Viêt Nam. Comme le Nord se prépare à mettre fin à la guerre civile, Whitlam envoie des télégrammes aux deux gouvernements vietnamiens, en disant au Parlement que les contenus de ces télégrammes sont en substance les mêmes. L'opposition soutient que ce n'est pas vrai et qu'il a trompé le Parlement, mais la motion de censure est rejetée. L'opposition attaque aussi Whitlam pour n'avoir pas permis à suffisamment de réfugiés vietnamiens d'entrer en Australie, Fraser en réclamant 50 000. Freudenberg prétend que 1 026 réfugiés vietnamiens entrèrent en Australie pendant les huit derniers mois du gouvernement Whitlam, alors qu'il y en eut seulement 399 en 1976 sous le gouvernement Fraser. Pourtant jusqu'en 1977, l'Australie avait accepté plus de cinq mille réfugiés.
Alors que la situation politique se détériore, Whitlam et son gouvernement continuent à légiférer : le « Family Law Act » de 1975 prévoit le divorce sans faute, tandis que le « Racial Discrimination Act » de 1975 permet à l'Australie de ratifier les conventions des Nations unies contre la discrimination raciale, que l'Australie a signées sous Holt, mais qui n'ont jamais été ratifiées. En août 1975, Whitlam donne au peuple Gurindji du Territoire du Nord les actes de propriété notariés de leurs terres traditionnelles, entamant le processus de la réforme foncière aborigène. Le mois suivant, l'Australie accorde l'indépendance à la Papouasie-Nouvelle-Guinée.

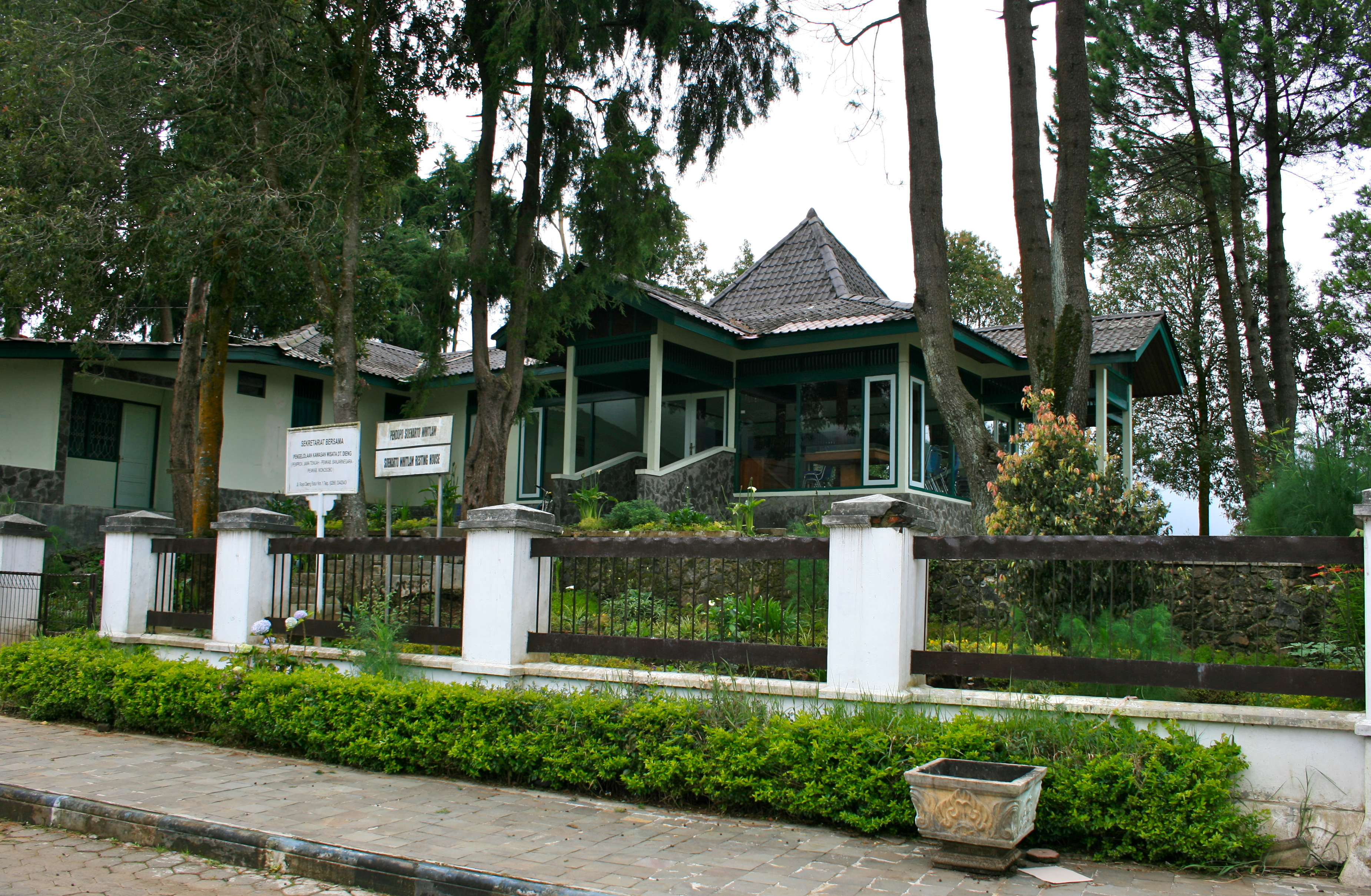
La maison Soeharto-Whitlam sur le Plateau de Dieng, en Indonésie, où Whitlam discute de l'avenir du Timor oriental avec le président indonésien, Soeharto, en 1974

À la suite de la révolution des Œillets de 1974, le Portugal entame un processus de décolonisation et commence à se retirer du Timor Portugais, plus tard le Timor oriental. L'Australie s'est intéressée depuis longtemps à cette colonie, elle y a envoyé des troupes durant la Seconde Guerre mondiale, et beaucoup d'Est-Timorais se sont battus contre les Japonais par des formes de guérillas. En septembre 1974, Whitlam rencontre en Indonésie le président indonésien, Soeharto, et lui indique qu'il soutiendrait l'Indonésie s'il annexait le Timor oriental. Au plus fort de la guerre froide et les Américains se retirant de l'Indochine, la région serait ainsi plus stable, et l'Australie ne risquerait pas que le Front révolutionnaire pour l'indépendance du Timor oriental, que beaucoup croyaient communiste, arrive au pouvoir.
Whitlam a offert à Barnard un poste diplomatique ; au début de 1975, Barnard accepte et déclenche une élection partielle dans sa circonscription de Bass en Tasmanie. Cette élection du 28 juin s'avère un désastre pour les travaillistes, qui perdent son siège avec une balance en sa défaveur de 17 %. La semaine suivante, Whitlam limoge Cairns, successeur de Barnard, de ses toutes nouvelles fonctions de vice-Premier ministre. Cairns a trompé le Parlement au sujet de l'affaire des prêts, et il aurait eu des relations particulières avec Junie Morosi, responsable de ce poste.
Au moment de la démission de Cairns, un siège du Sénat devient vacant, à la suite de la mort, le 30 juin, de Bertie Milliner, sénateur travailliste du Queensland. Dans cet État, la tradition de remplacement des sièges vacants de sénateur est un peu particulière ; elle a été créée en 1952 par le Premier ministre travailliste de l'État : lorsqu'un sénateur de l'opposition meurt, celle-ci fournit une liste de trois candidats possibles pour le poste et c'est le Premier Ministre de l'État qui désigne le nouveau sénateur entre ces trois candidats. Le parti travailliste de l'État propose la candidature de Mal Colston, mais cela aboutit à une impasse, car le corps législatif monocaméral du Queensland, dirigé par Bjelke-Petersen, vote deux fois contre Colston. Bjelke-Petersen explique qu'il a des doutes sur l'honnêteté de Colston, tandis que le parti travailliste prétend que la véritable intention du Premier Ministre est de nommer un sénateur qui soutiendrait l'opposition. Aussi le parti refuse de proposer une autre candidature. Bjelke-Petersen finit par convaincre le corps législatif de voter pour Albert Field, président du syndicat des travailleurs de l'ameublement et membre du parti travailliste depuis 38 ans, qui l'a joint et lui a exprimé son désir de servir. Pendant les entretiens, Field ne cache pas qu'il ne soutiendrait pas Whitlam. Field est expulsé de l'ALP pour s'être présenté contre Colston, et les sénateurs travaillistes boycottent son serment. Whitlam affirme qu'à cause de la façon dont les vacances étaient remplacées, le Sénat est « corrompu » et « dépravé », tandis que l'opposition se réjouit d'une majorité au Sénat qu'elle n'a pu obtenir par les urnes. Mais Field doit démissionner quand la Haute Cour décrète qu'il ne remplissait pas les conditions pour être élu. En effet Field est salarié de l'Éducation nationale et il aurait dû quitter son poste au moins trois semaines avant sa nomination, alors qu'il n'a démissionné que la veille.

## Crise constitutionnelle
En octobre 1975, l'opposition, conduite par Fraser, décide de bloquer l'attribution des crédits en ajournant l'examen des projets de loi de finances, menaçant à terme le blocage de toute l'administration fédérale par manque de recettes financières. Fraser prévient que le blocage serait maintenu tant que Whitlam ne convoquerait pas de nouvelles élections. Field étant absent, car son élection est toujours contestée, la coalition dispose d'une majorité véritable de 30 sièges contre 29 au Sénat. La coalition pense que si Whitlam ne peut distribuer les crédits et ne demande pas de nouvelles élections, Kerr le démettrait de ses fonctions. Les crédits seraient épuisés le 30 novembre.
Les enjeux dans le conflit montent encore d'un cran le 10 octobre, quand la Haute Cour déclare valide la loi accordant deux sénateurs à chaque territoire. Les sénateurs les plus heureux ne gagnent pas leurs sièges avant le 1er juillet 1976, date du prochain demi-renouvellement du Sénat. Par contre les nouveaux sénateurs territoriaux et ceux qui remplacent Field et Bunton occupent leurs places immédiatement. Ceci donne aux travaillistes une chance inattendue de contrôler le Sénat, du moins jusqu'au 1er juillet 1976. Le 14 octobre, le ministre du travail, Rex Connor, cerveau du système des emprunts, est forcé de démissionner, quand Khemlani rend publics des documents montrant que Connor a fait des dépositions mensongères. La poursuite de ce scandale conforte la position de la coalition de maintenir le blocage des crédits. Whitlam, de son côté, convaincu qu'il gagnerait la bataille, est heureux de la diversion apportée par l'affaire des emprunts, et croit qu'il allait écraser non seulement le Sénat, mais aussi l'autorité de Fraser.
Whitlam déclare à la Chambre des représentants le 21 octobre :

« Laissez-moi indiquer clairement à cette assemblée la position de mon gouvernement. Je ne demanderai pas au gouverneur général la tenue d'une élection pour la Chambre des représentants dans l'intérêt du Sénat. Je ne présenterai pas de demande d'élection ni pour une Chambre, ni pour les deux, tant que cette question constitutionnelle ne sera pas réglée. Ce gouvernement, aussi longtemps qu'il détiendra une majorité à la Chambre des représentants, poursuivra le mandat que lui a accordé l'année dernière le peuple australien »

Whitlam et ses ministres avertissent à plusieurs reprises que l'opposition fait du tort non seulement à la Constitution, mais aussi à l'économie. Les sénateurs de la coalition tentent de rester unis, alors que beaucoup d'entre eux sont de plus en plus préoccupés par le blocage des crédits.
Comme la crise se prolonge en novembre, Whitlam tente de trouver des arrangements pour que les fonctionnaires et les fournisseurs puissent obtenir de l'argent dans les banques. Les transactions envisagées sont des prêts temporaires que le gouvernement rembourserait une fois que les crédits seraient débloqués. Le gouverneur général John Kerr est inquiet de la légalité des projets de Whitlam d'emprunter de l'argent et de pouvoir gouverner sans que la loi des finances soit votée, bien que les ministres concernés par l'affaire aient assuré en avoir vérifié la légalité.

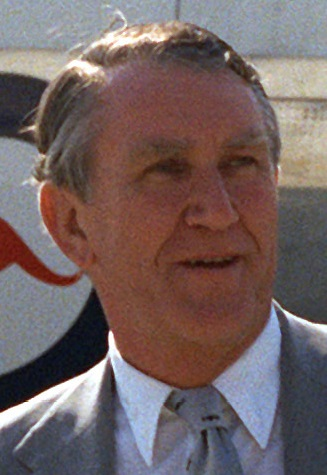
Malcolm Fraser

Le gouverneur général Kerr suit de près la crise. À un déjeuner avec Whitlam et plusieurs de ses ministres le 30 octobre, Kerr suggère un compromis : si Fraser concède les crédits, Whitlam serait d'accord pour ne pas demander d'élection de demi-renouvellement du Sénat avant mai ou juin 1976, ou sinon serait d'accord pour ne pas convoquer le Sénat avant le 1er juillet. Whitlam rejette l'idée, cherchant à mettre fin au droit du Sénat de bloquer les crédits. Le 3 novembre, après une réunion avec Kerr, Fraser propose que si le gouvernement est d'accord pour organiser une élection à la Chambre des représentants en même temps qu'une élection de demi-renouvellement au Sénat, il voterait les crédits. Whitlam rejette cette offre, affirmant qu'il n'a nulle intention de provoquer une élection avant au moins un an.
La crise n'étant pas résolue le 6 novembre, Kerr décide de démettre Whitlam de ses fonctions de Premier ministre. Craignant que Whitlam ne s'adresse directement à la reine et qu'il ne le fasse démettre, Kerr n'indique pas à Whitlam ce qu'il allait faire. Il s'entretient, contre l'avis de Whitlam, avec Garfield Barwick, président de la Haute Cour, ancien ministre libéral de la justice, qui pense également que Kerr a le pouvoir de démettre Whitlam. Il le lui confirme par lettre le 10 novembre 1975:

« [...] Le Sénat ne peut pas être à l'origine ou ne peut pas modifier une loi de finances [...] Le Sénat a le droit de refuser de voter une loi de finances : il a le droit de refuser de traiter du sujet [...] Un Premier ministre qui ne peut faire voter les lois de finances pour faire fonctionner son gouvernement doit soit organiser des élections générales... soit démissionner. [...] Le gouverneur général a le pouvoir constitutionnel de retirer sa charge au Premier Ministre. »

Le 11 novembre, une réunion des présidents de parti, dont Whitlam et Fraser, destinée à résoudre la crise, n'aboutit à rien. Kerr et Whitlam se réunissent dans les bureaux du premier cet après-midi-là à 13h. Whitlam ne sait pas que Fraser attend dans l'antichambre, et, plus tard, il dit que s'il l'avait su, il n'aurait pas mis les pieds dans le bâtiment. Whitlam déclare, comme il lui a déjà dit plus tôt ce jour-là par téléphone, qu'il est prêt à demander une élection de demi-renouvellement du Sénat pour le 13 décembre. Pour toute réponse, Kerr lui dit que sa mission de Premier ministre est terminée, et il lui tend la lettre officielle de destitution. Après la conversation, Whitlam retourne à la résidence du Premier ministre, The Lodge, déjeune et discute avec ses conseillers. Immédiatement après sa réunion avec Whitlam, Kerr nomme Fraser Premier ministre intérimaire, à la condition qu'il débloque les crédits, et qu'il demande à Kerr de dissoudre les deux Chambres pour de nouvelles élections.
Dans la confusion, ni Whitlam, ni ses conseillers n'ont prévenu immédiatement les sénateurs travaillistes de sa destitution. Aussi, quand le Sénat se réunit à 14h, les projets de loi de finances sont rapidement votés, les sénateurs travaillistes pensant que l'opposition a cédé. Les projets de loi sont rapidement envoyés à Kerr pour recevoir la sanction royale. À 14h 34, soit dix minutes après que les crédits soient libérés, Fraser prend la parole à la Chambre des représentants et annonce qu'il est le nouveau Premier ministre. Whitlam afit voter une motion qui lui renouvelle la confiance de la Chambre des représentants, et il demande au Speaker de demander au gouverneur général de lui laisser former son gouvernement. Les résultats du vote sont transmis directement à Kerr par le Speaker Gordon Scholes, mais Kerr refuse de le recevoir.
À ce moment-là, le Parlement est dissous par proclamation. David Smith, le secrétaire officiel de Kerr, se rend à la Maison du Parlement pour proclamer la dissolution depuis l'escalier principal. Une foule nombreuse et en colère s'y est rassemblée, et la voix de Smith est quasiment couverte par le bruit de la foule. Il conclut par le traditionnel "God save the Queen". L'ancien Premier ministre, Whitlam, qui se tient derrière Smith, s'adresse ensuite à la foule en ces termes :

« Nous faisons bien de dire "God save the Queen", car rien ne pourra sauver le gouverneur général ! La proclamation, que vous venez juste d'entendre lue par le secrétaire officiel du gouverneur général, était contresignée par Malcolm Fraser, qui, sans aucun doute, restera dans l'histoire australienne comme le chien bâtard de Kerr. Mais ils ne feront pas taire les alentours de la Maison du Parlement, même si l'intérieur va rester silencieux pendant quelques semaines ; [...] Conservez votre rage et votre enthousiasme pour la campagne et pour l'élection qui va suivre, jusqu'au jour du scrutin. »

De nombreux syndicats se mobilisent et se préparent à la grève, mais Bob Hawke, le président des syndicats, leur demande de ne pas faire de provocation. Malgré le nombre de manifestations et de protestations publiques contre Fraser pendant la campagne électorale, les médias, et plus particulièrement la presse de Rupert Murdoch, qui a soutenu le parti travailliste en 1972, ont perdu toute confiance en Whitlam, révélant une cohorte d'échecs de son gouvernement. La presse joue un grand rôle sur l'opinion publique, et il en résulte une victoire de la droite aux élections générales.

## Hors fonction

### Retour à l'opposition
Lorsque l'ALP commence sa campagne de 1975, il semble que ses partisans allaient conserver leur colère. Les premiers rassemblements consistent en d'immenses foules, avec des participants donnant de l'argent à Whitlam pour payer ses frais de campagne. Les foules dépassent largement toutes celles des campagnes précédentes de Whitlam. À Sydney, 30 000 de ses partisans se rassemblent au Domain sous la bannière : « Honte à Fraser ». Les apparitions de Fraser provoquent des protestations, et une lettre piégée envoyée à Kerr est désamorcée par les autorités. Au lieu de faire un discours politique pour introduire sa campagne, Whitlam attaque ses opposants et appelle le 11 novembre « un jour qui vivra dans l'infamie ».
Les sondages de la première semaine de campagne montrent une balance de 9 % en défaveur du parti travailliste. Tout d'abord Whitlam n'y croit pas, mais les sondages suivants sont clairs : l'électorat se détourne de l'ALP. La coalition attaque les travaillistes sur les conditions économiques et publient des publicités télévisuelles, comme « les trois années noires », qui montrent des images des scandales du gouvernement Whitlam. La campagne de l'ALP, qui s'est concentrée sur la démission de Whitlam, ne parle jamais d'économie. À ce moment, Fraser, confiant en sa victoire, se contente de rester à l'écart, d'éviter les détails et de ne pas faire de faute. La nuit de l'élection, le 13 décembre, la coalition connait sa plus large victoire de l'histoire australienne, obtenant à la Chambre des représentants 91 sièges, contre 36 pour l'ALP, et gagnant la majorité au Sénat par 37 sièges contre 25, une balance de 6,5 % en défaveur des travaillistes.
Whitlam reste chef de l'opposition après un vote du parti. Au début de 1976, une nouvelle controverse éclate, lorsqu'on révèle que Whitlam a été compromis dans les tentatives de l'ALP d'obtenir durant les élections 500 000 dollars du pré-gouvernement de Saddam Hussein d'Irak. Rien n'a été finalement versé, et aucune charge n'est retenue.
Les Whitlam visitent la Chine au moment du Séisme de Tangshan en juillet 1976, séjournant à Tianjin, à 150 kilomètres de l'épicentre. The Age publie un dessin de Peter Nicholson montrant les Whitlam blottis l'un contre l'autre dans le lit, et Margaret disant : « Est-ce que la terre a aussi bougé pour toi, chéri ? » Cette caricature déclenche une pleine page de lettres de sympathisants travaillistes scandalisés, et un télégramme de Gough Whitlam, en sécurité à Tōkyō, réclamant l'original du dessin.
Au début 1977, Whitlam fait face à une candidature de Bill Hayden, son dernier ministre des finances, pour le poste de chef de l'opposition, et Whitlam gagne avec deux voix de différence. Fraser appelle à des élections pour le 10 décembre 1977, et bien que les travaillistes réduisent un peu leur retard, la coalition bénéficie encore d'une majorité de 48 sièges (86 sièges contre 38). Selon Freudenberg, « Le message et sa signification étaient parfaitement clairs. Le peuple australien ne voulait plus d'Edward Gough Whitlam. ». Son fils, Tony Whitlam, qui a rejoint son père à la Chambre des représentants lors de l'élection de 1975, est battu. Peu après l'élection, Whitlam démissionne de la présidence du parti, et est remplacé par Hayden.

### Ambassadeur et vétéran de la politique
Whitlam est fait Compagnon de l'Ordre d'Australie en juin 1978, et il démissionne du Parlement le 31 juillet de cette même année. Il accepte plusieurs postes universitaires, et quand les travaillistes reviennent au pouvoir en 1983 avec Bob Hawke, Whitlam est nommé ambassadeur à l'UNESCO, basé à Paris. Il reste trois ans en poste, défendant l'UNESCO contre des allégations de corruption. En 1985, il est nommé à la Commission constitutionnelle de l'Australie
Whitlam est nommé président de la National Gallery of Australia en 1987, après que son fils Nick, alors directeur général de la Banque d'État de Nouvelle-Galles du Sud, ait refusé ce poste. En 1995, Gough et Margaret Whitlam font partie de l'équipe de promotion, qui réussit à convaincre le Comité international olympique à organiser les Jeux olympiques d'été de 2000 à Sydney.
Kerr meurt en 1991; lui et Whitlam ne s'étaient jamais réconciliés. En revanche, Whitlam et Fraser mettent de côté leurs différends, pour faire campagne ensemble en faveur du référendum de 1999, qui aurait pu faire de l'Australie une république. En mars 2010, Fraser rendit visite à Whitlam dans ses bureaux de Sydney, pour la promotion de ses mémoires qu'il faisait paraître. Whitlam accepta une copie autographée du livre, et il lui présenta une copie du sien, paru en 1979 au sujet de sa démission, intitulé La vérité sur l'affaire.

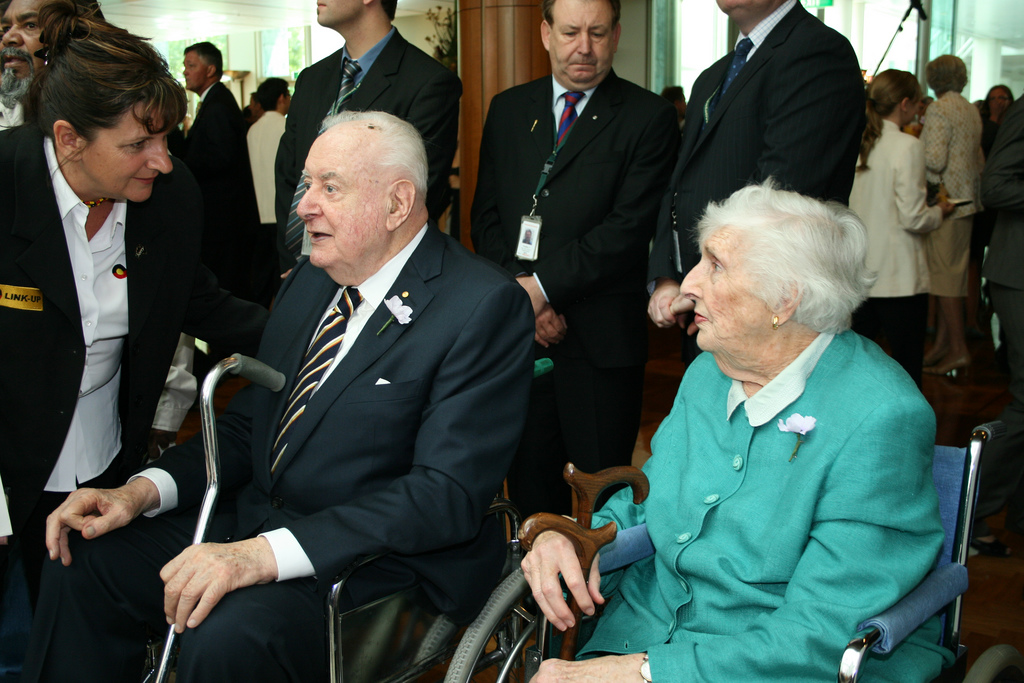
Gough Whitlam avec sa femme Margaret à la Maison du Parlement, pour les excuses nationales pour les Générations volées en février 2008

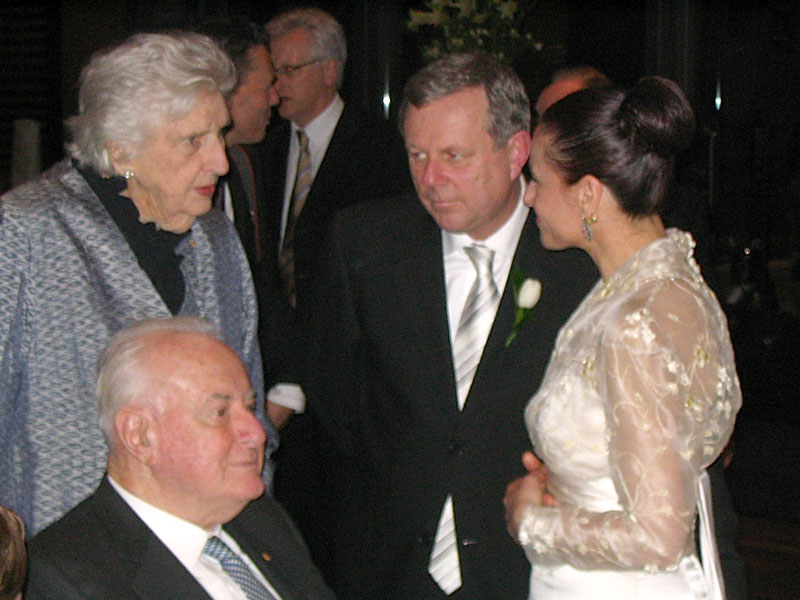
Gough Whitlam avec sa femme Margaret au mariage du Premier ministre d'Australie-Méridionale, Mike Rann et de Sasha Carruozzo en juillet 2006.

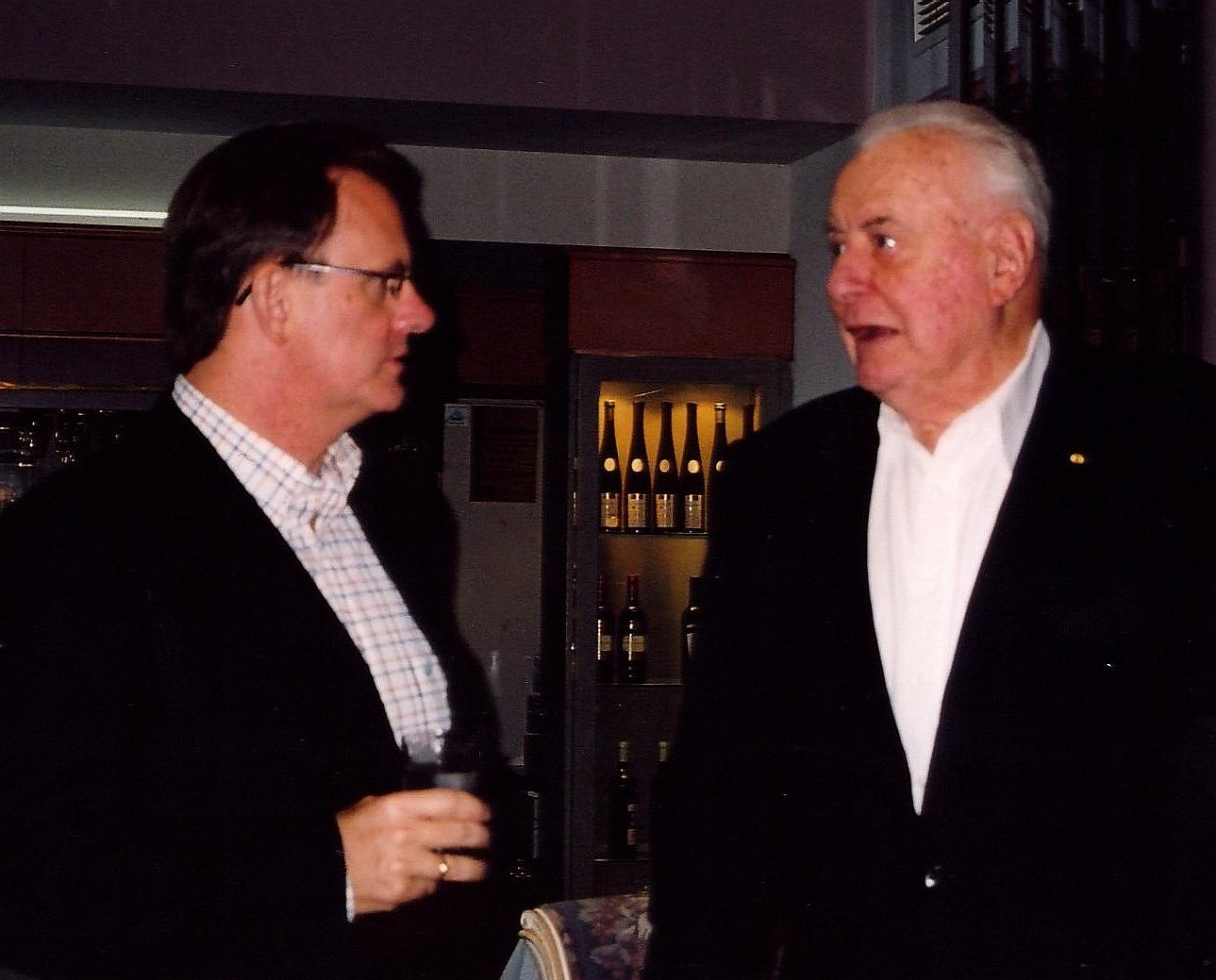
Gough Whitlam (à droite) à 88 ans, avec le président de l'ALP du moment, Mark Latham, à Melbourne, à une collecte de fonds pour une élection, en septembre 2004.

En 2003, Mark Latham devient le président de l'ALP. Bien que Latham soit plus conservateur que Whitlam, l'ancien Premier ministre le soutient beaucoup, et selon ce que certains rapportent, « il le consacra comme son héritier politique ». Comme Whitlam, Latham représente Werriwa à la Chambre des représentants. Whitlam soutient Latham quand il s'oppose à l'invasion et à l'occupation de l'Irak, malgré l'avertissement du Premier ministre John Howard, qui disait que cela risquait de mettre en danger l'alliance avec les États-Unis. Les travaillistes manquent de peu l'élection fédérale de 2004, et Latham démissionne de la Chambre des représentants l'année suivante
Whitlam a été un partisan de mandats fixes de quatre ans pour les deux Chambres du Parlement. En 2006, il accuse l'ALP de ne pas réussir à exiger ce changement. En avril 2007, Gough et Margaret Whitlam sont faits membres à vie du parti travailliste australien. C'est la première fois que quelqu'un est fait membre à vie au niveau national de l'organisation du parti.
En 2007, Whitlam témoigne dans une enquête sur la mort de Brian Peters, qui faisait partie du groupe de cinq journalistes de la télévision, qui était basé à Balibo, dans le Timor oriental, et qui y est tué en octobre 1975. Whitlam indique qu'il a prévenu Greg Shackleton, un collègue de Peters, qui a été également tué, que le gouvernement australien ne pouvait les protéger au Timor oriental, et qu'ils ne devaient pas aller là-bas. L'ancien Premier ministre prétend aussi que Shackleton était « coupable » s'il n'avait pas fait passer l'avertissement de Whitlam.
En février 2008, Whitlam se retrouve au Parlement avec trois autres anciens Premiers ministres, pour témoigner lors de la cérémonie d'excuse nationale aux Générations volées présidée par le Premier ministre de l'époque Kevin Rudd. Le 21 janvier 2009, Whitlam dépasse le plus grand âge (92 ans, 195 jours) jamais atteint par les Premiers ministres australiens, dépassant le record précédent établi par Frank Forde. Les Whitlams sont alors mariés depuis plus de deux tiers de siècle. Lors de leur soixantième anniversaire de mariage, Gough Whitlam qualifie leur union de « très satisfaisante » et réclame un prix d'« endurance matrimoniale ». En 2010, on rapporte que Gough Whitlam a été transféré en 2007 dans un établissement de soins pour personnes âgées de l'est de Sydney. Pourtant l'ancien Premier ministre continuait à aller à son bureau trois jours par semaine. Margaret Whitlam réside toujours non loin de là dans l'appartement du couple.

## Héritage

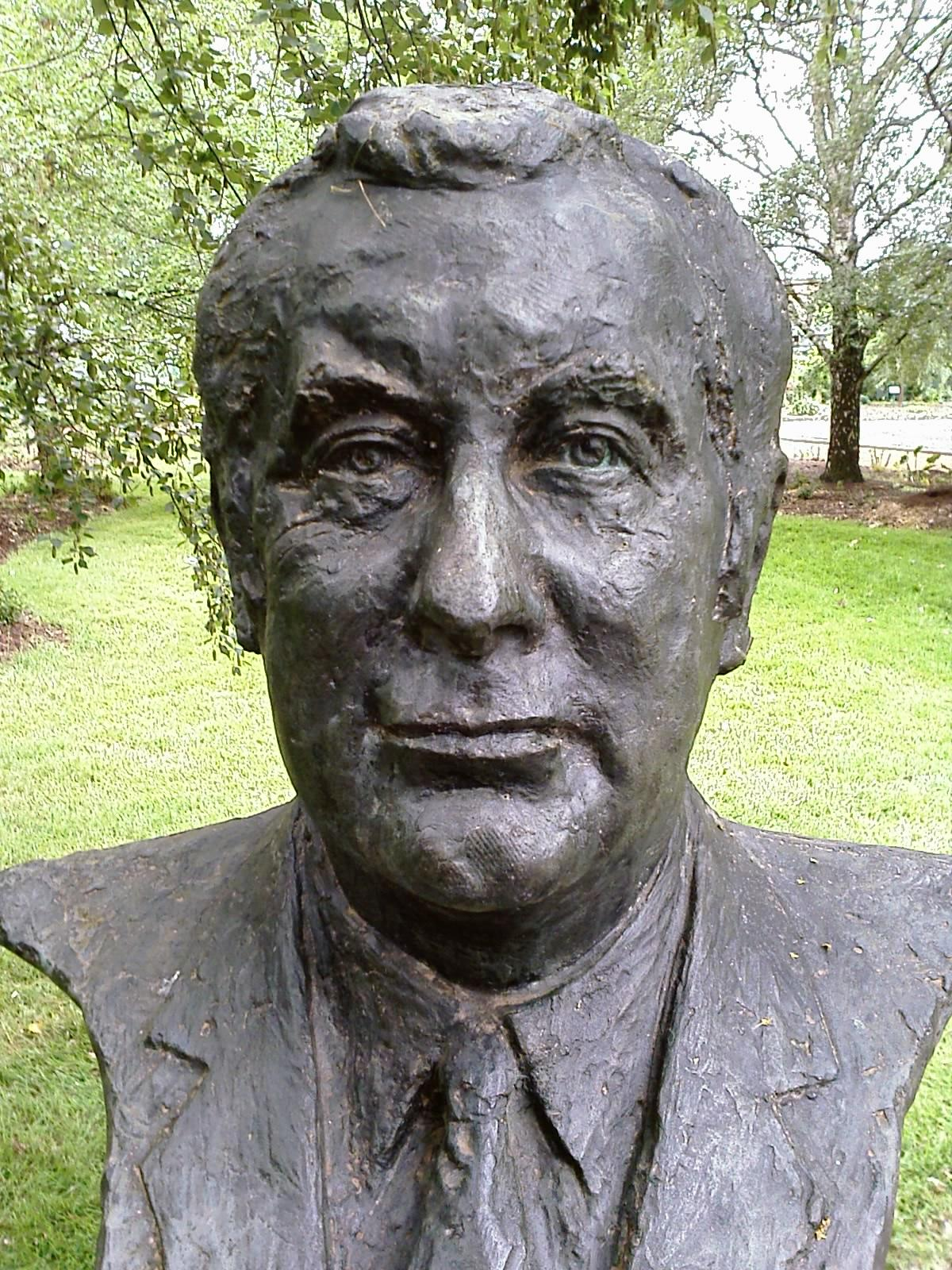
Buste de Gough Whitlam par le sculpteur Victor Greenhalgh, se trouvant Prime Minister's Avenue de Ballarat Botanical Gardens à Ballarat.

Whitlam demeure bien connu par les circonstances de sa démission. C'est un événement qu'il n'a guère cherché à effacer, puisqu'il a écrit en 1979 un livre intitulé La vérité sur l'affaire. Ce titre est un jeu de mots avec le titre des mémoires de Kerr, publiées en 1978, Affaires à jugement. Whitlam consacre une partie de son livre suivant, Abiding Interests, aux circonstances de sa démission. Selon le journaliste et auteur Paul Kelly, qui écrit deux livres sur la crise, Whitlam a  « obtenu un triomphe paradoxal : l'ombre de sa démission a caché les péchés de son gouvernement ».
Il n'y a jamais eu autant de livres écrits sur Whitlam, en incluant les siens, que sur aucun autre Premier ministre australien. Selon la biographe de Whitlam, Jenny Hocking, pendant une période d'au moins une décennie, l'ère Whitlam est considérée presque entièrement négativement, mais cela a changé. Elle sent que les Australiens considèrent toujours comme acquis les programmes et les politiques initiés par le gouvernement Whitlam, telles que la reconnaissance de la Chine, l'aide juridictionnelle et Medicare. Ross McMullin, qui a écrit un livre sur l'histoire de l'ALP, note que Whitlam demeure énormément admiré par de nombreux travaillistes, grâce à ses efforts pour réformer le gouvernement australien, et aussi grâce à sa présidence stimulante.
Dans son livre, Wallace Brown, alors qu'il assurait la couverture du Premier ministre australien en tant que journaliste, décrit ainsi Whitlam :

« Whitlam fut le Premier ministre le plus paradoxal de toute la seconde moitié du XXe siècle. Homme d'une grande intelligence et au savoir immense, il était cependant peu compétent dès qu'il s'agissait d'économie ; […] Whitlam rivalisa avec Menzies dans sa passion pour la Chambre des représentants et son habileté à l'utiliser comme une scène, et pourtant, son adresse parlementaire était plus rhétorique que tactique. Il était capable d'imaginer une stratégie, puis de la faire échouer en essayant de la mettre en œuvre ; […] Par-dessus tout, c'était un homme ayant de grandes visions, mais avec de sérieux points aveugles. »